# Shiptonthorpe
Shiptonthorpe, ook Shipton Thorpe, is een civil parish in het bestuurlijke gebied East Riding of Yorkshire, in het Engelse graafschap East Riding of Yorkshire met 503 inwoners.